# Marion Dolph
Marion Francis Dolph (Portland, Oregon, 1879. július 7. – Portland, Oregon, 1921. november 11.) amerikai amerikaifutball-játékos és -edző, Joseph N. Dolph szenátor fia.
1897 és 1900 között a Williams Főiskola játékosa, 1902-ben pedig az Oregon Webfoots edzője volt.

## Eredményei vezetőedzőként
| Év                          | Eredmény                    |
| Oregon Webfoots (Független) | Oregon Webfoots (Független) |
| --------------------------- | --------------------------- |
| 1902                        | 3–1–3                       |

## Fordítás
- Ez a szócikk részben vagy egészben  a   Marion Dolph című angol Wikipédia-szócikk ezen változatának fordításán alapul.  Az eredeti cikk szerkesztőit annak laptörténete sorolja fel. Ez a jelzés csupán a megfogalmazás eredetét és a szerzői jogokat jelzi, nem szolgál a cikkben szereplő információk forrásmegjelöléseként.